# Stig Wesslén
Stig Wesslén, född 26 februari 1902 i Hedvig Eleonora församling, Stockholm, död  15 augusti 1987 i Kungsholms församling, Stockholm, var en svensk dokumentärfilmare, forstmästare, fotograf, författare, föreläsare och debattör, känd för sina filmer om samer och den svenska naturen. 

## Biografi
Wesslén studerade vid Skogshögskolan i Frescati, Stockholm och avlade forstmästarexamen 1930, efter att ha gjort skogspraktik under åtta år, främst i Dalarna och Värmland. Tidigt studerade och dokumenterade han vilda djur i deras ostörda miljö, då han ansåg dem hotade av människans intrång. Han skrev tidningsartiklar om djur och natur redan 1925 och debatterade  i Svenska Dagbladet mot oreglerad jakt, tjuvjakt, torrläggning av våtmarker och skogsbrukets hotande inverkan på djurlivet. 1930 skrev han även boken Träskets aristokrater, med vilken han sade sig vilja "väcka litet förståelse för det vildas rätt och för den orörda naturens nytta och nöje även för en kulturmänniska." Mellan åren 1930 och 1941 utgav han sex böcker på Norstedts förlag.
I början av 1930-talet filmade Wesslén örnar och andra djur i Laisälvens dalgång. Arbetet resulterade i hans första film Ardnas – Nordfjällens konung (1932), med vilken han föreläste i Sverige och Tyskland, och hade stora framgångar. Han var den förste att filma svenska brunbjörnar i Vindelfjällen 1938, vilket meddelades genom TT över hela världen, och resulterade i filmen I Lapplandsbjörnens rike (1940).
Under 1940-talet dokumenterade han samernas levnadssätt, då han ansåg även det vara hotat. De var inne i en brytningstid, där många renägande samer i samband med utbyggnaden av vattenkraften och andra förändringar i samhället tvingades lägga om sina liv. Dokumentärfilmen Från vinterviste till sommarfjäll och den halvt dokumentära spelfilmen Sampo Lappelill hade båda premiär 1949. Därefter producerade han filmen Den levande skogen, som skildrar djur och natur i hela Sverige. Den hade premiär 1966 och tilldelades kvalitetsbidrag från Svenska Filminstitutet. Flera naturbilder ur filmen Ronja Rövardotter är hämtade ur Den levande skogen.
Wesslén föreläste under hela sitt verksamma liv med flera föreställningar varje dag under vinterhalvåren över hela Sverige och nådde en stor publik. Det var till stor del föreläsningsverksamheten som finansierade filminspelningarna, som huvudsakligen gjordes under sommarhalvåren.
Ideologiskt var Wesslén civilisationskritisk, delvis påverkad av sin tid, där bland alla samhällsomdaningar inom politiken och konsten även fanns en längtan tillbaka till det ursprungliga. Han framstår som oväntat modern i sin natursyn, särskilt i fråga om intensivt skogsbruk och rovdjurspolitik.
Stig Wesslén var från 1945 gift med Inga Brodén (1916–2006). De är begravda på Norra begravningsplatsen utanför Stockholm.

## Arv
Wessléns filmer är arkiverade på Svenska Filminstitutet. Kameror med tillbehör, ljudupptagningsutrustning, expeditionsutrustning, klippbord, fotografier, dagböcker 1930/1935-1981, korrespondens, manus, tidningsartiklar, reklammaterial och recensioner sedan 1930-talet överfördes 2006 till Ájtte – Svenskt fjäll- och samemuseum i Jokkmokk. Hans långfilmer visas regelbundet på SVT sedan 1984.
En antologi, Kamerajägaren – Stig Wessléns skildringar av naturen och det samiska utkom 2010 med tio artiklar med idéhistorikerna Erland Mårald och Christer Nordlund som redaktörer. Boken är utgiven av Kungliga Skytteanska Samfundet.  

## Filmer
- 1932 – Ardnas – Nordfjällens konung (långfilm)
- 1936 – Storskogarnas trubadurer och stridsmän
- 1937 – Ungt liv
- 1938 – Bara en räv
- 1938 – Fjällämmeltåget går mot väster
- 1938 – Med rajden mot högfjället
- 1939 – Med Stig Wesslén i Lapplandsfjällen
- 1940 – I Lapplandsbjörnens rike (långfilm)
- 1944 – Med lapparna till fjälls
- 1944 – Vildmark
- 1944 – Vårvinterrajden
- 1949 – Från vinterviste till sommarfjäll (långfilm)
- 1949 – Sampo Lappelill (långfilm, med Rolf Husberg)
- 1956 – Från trandans till rovfågelliv
- 1958 – På vida vingar
- 1963 – Kamerajakt (TV-film i tre avsnitt)
- 1966 – Den levande skogen (långfilm)
- 1979 – Vi upplever fjället

## Utmärkelser
- 1951 – Vasaorden
- 1966 – Svenska Filminstitutets kvalitetsbidrag